# P+E
P+E o P&E (siglas de Política y Economía) fue un canal de televisión por suscripción argentino propiedad de Pramer, especializado en temas de actualidad, política, economía y debates las 24 horas.

## Historia
P+E fue un canal de televisión producido y distribuido por la empresa Pramer. Su programación estaba enteramente dedicada a la transmisión de programas de debate, análisis, noticieros y documentales sobre la actualidad política y económica. Mediante un acuerdo con Reuters, el canal brindó noticias y cotizaciones provistas por este servicio informativo. El canal comercializaba tiempo de aire, los programas periodísticos eran alquilados a producciones independientes, por lo que el canal no dependía tanto de la audiencia.
El canal transmitía Bursátil - Desde la bolsa en directo, con información desde el mercado de valores, con información en línea sobre los movimientos bursátiles y las oportunidades de negocios nacionales e internacionales tanto para pequeñas, medianas y grandes empresas. También especiales en directo sobre acontecimientos de actualidad como elecciones presidenciales.
En abril de 2002 el canal tuvo un rebranding, estrenando nuevo logo y estética en pantalla.

## Cese de emisiones
Al igual que Plus Satelital y Magic Kids, P+E fue cancelado mediante una reestructuración ejercida por Liberty Global, holding madre de Pramer, para favorecer e invertir en las señales que sean de interés a nivel regional para ser comercializadas a toda América Latina. Surgió el rumor de que el canal fue cerrado por influencia del gobierno de Néstor Kirchner, dado que predominaban programas críticos, en contraste con la televisión abierta oficialista, pero dicho rumor fue desmentido por Alejandro Harrison, CEO de Pramer. El canal cesó sus emisiones en agosto de 2006, la señal fue corrida de la frecuencia 9 de Cablevisión, que pasó a ser ocupado por TN.